# 一穂ミチ
一穂ミチ（いちほ みち、1978年 - ）は日本の小説家。BL（ボーイズラブ）小説家。大阪府出身。代表作は『イエスかノーか半分か』『スモールワールズ』。

## 経歴
関西大学社会学部卒業後、同人誌で二次創作の小説を書く中で編集者から声がかかり、2007年に『雪よ林檎の香のごとく』（タイトルの由来は北原白秋の短歌）で雑誌デビュー。2008年に書籍化。以後BLジャンルを中心に活躍する。代表作『イエスかノーか半分か』は2020年にアニメ映画化されている。
2021年、『スモールワールズ』で一般小説デビュー。直木三十五賞や本屋大賞など多くの文学賞の候補となり、注目を集める。『スモールワールズ』で第9回静岡書店大賞、第43回吉川英治文学新人賞を受賞。
2022年度咲くやこの花賞受賞。
2024年、『ツミデミック』で第171回直木三十五賞を受賞。『光のとこにいてね』で第30回島清恋愛文学賞を受賞。

## 人物
会社員の傍ら執筆活動をしており、原稿を書いているのは平日では多くて3～5時間程度だという。土日は休みのため出歩かずのんびりしている。
濃く好きなのは小説では川上弘美、三浦しをん、村上春樹。漫画では谷川史子、いくえみ綾、志村貴子。その他にはスピッツとCoccoの歌、ナンシー関のコラム、ダウンタウン、80年代後半～90年代の週刊少年ジャンプ、ファンロード、昔の藤子不二雄アニメ。
"一穂ミチ"というペンネームについては「"穂"という字が、字面も響きも好きなので、それは入れたいなと思いました。実りを連想させる字ですが、とりあえず一冊出してもらえたらいいなの意を込めて"一穂"。"ミチ"は本当に何の由来もなく適当です。こんなに長く使い続ける予定がなかったので、たまに後悔します。たまにね」と語っている。

## 作風
登場人物を書くときには「誰も否定しないようにしよう」と思ってるという。男性が好きでも兄弟姉妹が好きでも、その気持ちは否定できない大切なもの。どんな人にもその人なりの主張や信念、生きてきた人生がある。それを伝えられればと語っている。
BLについては基本的に濡れ場ありきで書いている。BLは"萌え"という情動が大きな柱だと考えており、ベッドでの彼らを覗き見ることは大切な要素だと語っている。また、BLはハーレクインに近いものがあり、幸せな恋愛、裏切らなさを保証するものだとも思っている。そのため片方が死んだり、ふたりが別れたりは基本的にNG、濡れ場も「受」（挿入される側）の目線から書くことが多いため、相手のことにフォーカスして書く必要があると感じている。
大阪出身で現在も大阪に住むことから「かなしみの中にも笑いがあり、笑いの中にもかなしみがある、という感覚が自分に根付いているように思う」とも語る。

## 作品

### 小説
（）内は出版年度、挿絵と出版社。
- 雪よ林檎の香のごとく（2008年、竹美家らら、新書館ディアプラス文庫）
- オールトの雲（2009年、木下けい子、新書館ディアプラス文庫）
- 朝から朝まで（2009年、山本小鉄子、幻冬舎ルチル文庫）
- はな咲く家路（2009年、松本ミーコハウス、新書館ディアプラス文庫）
- 藍より甘く（2009年、雪広うたこ、幻冬舎ルチル文庫）
- Don't touch me（2010年、高久尚子、新書館ディアプラス文庫）
- おとぎ話のゆくえ（2010年、竹美家らら、幻冬舎ルチル文庫）
- さみしさのレシピ（2010年、北上れん、新書館ディアプラス文庫）
- 街の灯ひとつ（2010年、穂波ゆきね、幻冬舎ルチル文庫）
- ハートの問題（2011年、三池ろむこ、新書館ディアプラス文庫）
- is in you（2011年、青石ももこ、幻冬舎ルチル文庫）
- アロー（2011年、金ひかる、幻冬舎ルチル文庫）
- シュガーギルド（2011年、小椋ムク、新書館ディアプラス文庫）
- 窓の灯とおく（2011年、穂波ゆきね、幻冬舎ルチル文庫）
- meet,again.（2012年、竹美家らら、新書館ディアプラス文庫）
- off you go （2012年、青石ももこ、幻冬舎ルチル文庫）
- ステノグラフィカ（2012年、青石ももこ、幻冬舎ルチル文庫）
- ムーンライトマイル（2012年、木下けい子、新書館ディアプラス文庫）
- アイズオンリー（2013年、小椋ムク、大洋図書SHY NOVELS）
- ぼくのスター（2013年、コウキ。、幻冬舎ルチル文庫）
- ふったらどしゃぶり When it rains, it pours（2013年、竹美家らら、メディアファクトリーフルール文庫）
- バイバイ、ハックルベリー（2013年、金ひかる、新書館ディアプラス文庫）
- ノーモアベット（2014年、二宮悦巳、新書館ディアプラス文庫）
- アンフォーゲタブル（2014年、青石ももこ、幻冬舎ルチル文庫）
- 甘い手、長い腕（2014年、雨隠ギド、新書館ディアプラス文庫）
- ワンダーリング（2014年、二宮悦巳、新書館ディアプラス文庫）
- ナイトガーデン（2014年、竹美家らら、メディアファクトリーフルール文庫）
- イエスかノーか半分か（2014年、竹美家らら、新書館ディアプラス文庫）
- 青を抱く（2015年、藤たまき、メディアファクトリーフルール文庫）
- 世界のまんなか〜イエスかノーか半分2〜（2015年、竹美家らら、新書館ディアプラス文庫）
- 雪よ林檎の香のごとく 林檎甘いか酸っぱいか[青]（2015年、竹美家らら、新書館）
- 雪よ林檎の香のごとく 林檎甘いか酸っぱいか[赤]（2015年、竹美家らら、新書館）
- Tonight The Night（2015年、絵津鼓、大洋図書SHY NOVELS）
- さよなら一顆（2015年、草間さかえ、新書館ディアプラス文庫）
- ペーパー・バック 1（2015年、青石ももこ、幻冬舎ルチル文庫）
- ペーパー・バック 2（2016年、青石ももこ、幻冬舎ルチル文庫）
- きょうの日はさようなら（2016年、宮崎夏次系、集英社オレンジ文庫）
- おうちのありか〜イエスかノーか半分か3〜（2016年、竹美家らら、新書館ディアプラス文庫）
- ひつじの鍵（2016年、山田2丁目、新書館ディアプラス文庫）
- 横顔と虹彩〜イエスかノーか半分か番外篇〜（2017年、竹美家らら、新書館ディアプラス文庫）
- 一穂ミチファンブック〜long hello〜（2017年、竹美家らら/二宮悦巳ほか、新書館）
- OFF AIR〜イエスかノーか半分か〜（2017年、竹美家らら、新書館）
- キス（2017年、yoco、新書館ディアプラス文庫）
- 運命ではありません（2018年、梨とりこ、新書館ディアプラス文庫）
- 恋敵と虹彩〜イエスかノーか半分か番外篇2〜（2018年、竹美家らら、新書館ディアプラス文庫）
- ふったらどしゃぶり When it rains,it pours 完全版（2018年、竹美家らら、新書館ディアプラス文庫）
- メロウレイン〜ふったらどしゃぶり〜（2018年、竹美家らら、新書館）
- ふさいで〜イエスかノーか半分か番外篇3〜（2018年、竹美家らら、新書館ディアプラス文庫）
- ラブ〜キス2〜（2019年、yoco、新書館ディアプラス文庫）
- ナイトガーデン 完全版（2019年、竹美家らら、新書館ディアプラス文庫）
- アンティミテ（2019年、山田2丁目、新書館ディアプラス文庫）
- OFF AIR2〜イエスかノーか半分か〜（2019年、竹美家らら、新書館）
- 雪よ林檎の香のごとく 林檎甘いか酸っぱいか[黄]（2020年、竹美家らら、新書館）
- つないで〜イエスかノーか半分か番外篇4〜（2020年、竹美家らら、新書館ディアプラス文庫）
- イエスかノーか半分か読本 Color Bar（2020年、竹美家らら、新書館）
- スモールワールズ（2021年、講談社、2023年10月講談社文庫）
- パラソルでパラシュート（2021年、講談社）
- 砂嵐に星屑（2022年、幻冬舎、2024年7月幻冬舎文庫）
- OFF AIR3〜イエスかノーか半分か〜（2022年、竹美家らら、新書館）
- 光のとこにいてね（2022年、文藝春秋）
- うたかたモザイク（2023年、講談社、2024年11月講談社文庫）
- 青を抱く（2023年、角川文庫）
- ツミデミック（2023年、光文社）
- 恋とか愛とかやさしさなら（2024年、小学館）

### アンソロジー収録作品
「」内が一穂の作品
- 『猫だまりの日々 猫小説アンソロジー』（2017年、集英社オレンジ文庫）「神さまはそない優しない」
- 『昭和ララバイ 昭和小説アンソロジー』（2019年、集英社オレンジ文庫）「ごしょうばん」
- 『Story for you』（2021年3月、講談社）「玉ねぎちゃん」
- 『ザ・ベストミステリーズ 推理小説年鑑 2021』（日本推理作家協会編、2021年6月、講談社）「ピクニック」（再録）
- 『黒猫を飼い始めた』（2023年2月、講談社）「レモンの目」（再録）
- 『有栖川有栖に捧げる七つの謎』（2024年11月、文春文庫）「クローズド・クローズ」（再録）

### 雑誌等掲載作品
- 「ひらいて」（『小説Dear+』2020年2月号）
- 「ネオンテトラ」（『小説現代』2020年7月号）
- 「初恋のマチエール 前篇」（『小説Dear+』2020年8月号）
- 「魔王の帰還」（『小説現代』2020年10月号）
- 「初恋のマチエール 後篇」（『小説Dear+』2020年11月号）
- 「ピクニック」（『小説現代』2020年11月号）
- 「花うた」（『小説現代』2020年12月号）
- 「愛を適量」（『小説現代』2021年1月号）
- 「式日」（『小説現代』2021年3月号）
- 「回転晩餐会」（『スモールワールズ』刊行記念フリーペーパー／電子書籍 2021年3月）
- 「違う羽の鳥」（『小説宝石』2021年11月号）
- 「希望の子」（『小説幻冬』2022年2月号）
- 「BL」（『S-Fマガジン』2022年4月号）
- 「レモンの目」（Mephisto Readers Club 2022年3月21日）
- 「ホンサイホンベー」（『小説推理』2022年6月号）
- 「ハイランド美星ヶ丘」（『スピン』第1号、文藝2022年秋季号増刊 - 連載中）
- 「青い雛」（『光のとこにいてね』初版分附録、2022年11月）
- 「カーマンライン」（『オール讀物』2023年2月号）
- 「わたしたちは平穏」（『小説新潮』2023年9月号）
- 「クローズド・クローズ」（『オール讀物』2024年5月号）
- 「あなた」（『小説新潮』2025年3月号）
- 「プレゼント」（『小説トリッパー』2025年夏季号）

### 漫画原作
- 魔王の帰還（2021年 嵐山のり（作画）、講談社アフタヌーンKC）[17]
- ブルーモーメント（2022年 ymz（作画）、講談社ハニーミルクコミックス）[18]
- イエスかノーか半分か（2022年 - 連載中、ユキムラ（作画）、『Cheri+』2022年1月号（新書館）より連載開始）
- オンリー・トーク（2024年 -連載中、 志村貴子（作画）、『on BLUE』vol.70（祥伝社）より連載開始）

## 受賞・候補歴
太字は受賞
- 2021年 - 「ピクニック」（『スモールワールズ』収録）第74回日本推理作家協会賞候補[19]
- 2021年 - 『スモールワールズ』第165回直木三十五賞候補[20]
- 2021年 - 『スモールワールズ』第12回山田風太郎賞候補[21]
- 2021年 - 『スモールワールズ』第9回静岡書店大賞受賞[8]
- 2021年 - 『スモールワールズ』第19回キノベス！2022第4位[22]
- 2021年 - 『スモールワールズ』第43回吉川英治文学新人賞受賞[9]
- 2022年 - 『スモールワールズ』第19回本屋大賞第3位[23]
- 2022年 - 『砂嵐に星屑』第35回山本周五郎賞候補[24]
- 2022年 - 『スモールワールズ』第9回高校生直木賞候補[25]
- 2022年 - 『光のとこにいてね』第168回直木三十五賞候補[26]
- 2022年 - 2022年度（令和4年度）咲くやこの花賞 文芸その他部門受賞[27]
- 2022年 - 『光のとこにいてね』第20回キノベス！2023第2位[28]
- 2023年 - 『光のとこにいてね』第20回本屋大賞第3位[29]
- 2024年 - 『光のとこにいてね』第30回島清恋愛文学賞受賞[30]
- 2024年 - 『ツミデミック』第171回直木三十五賞受賞[11]
- 2025年 - 『恋とか愛とかやさしさなら』第22回キノベス！2025第6位[31]
- 2025年 - 『恋とか愛とかやさしさなら』第22回本屋大賞第7位[32]
- 2025年 - 『ツミデミック』第12回高校生直木賞候補[33]

## 映像化作品
- 2020年 - 『イエスかノーか半分か』アニメ映画[6]
- 2021年 - 「愛を適量」（『スモールワールズ』収録）実写PV[34]
- 2021年 - 『パラソルでパラシュート』実写PV[35]
- 2025年 - 『ふったらどしゃぶり When it rains, it pours』実写ドラマ[36]

## 出演

### 舞台
- なにげに文士劇2024 旗揚げ公演『放課後』（2024年11月16日、サンケイホールブリーゼ） - 前島裕美子 役[37]